# Vercoiran
Vercoiran é uma comuna francesa na região administrativa de Auvérnia-Ródano-Alpes, no departamento de Drôme. Estende-se por uma área de 19,95 km². Em 2010 a comuna tinha 144 habitantes (densidade: 7,2 hab./km²).